# Pyrola minor
Espèce
Classification APG III (2009)
Pyrola minor, la petite pyrole (ou pirole), est une espèce de plante à fleurs appartenant au genre Pyrola, qui fait partie de la famille des Ericaceae. Elle a été décrite par Carl von Linné dans Species plantarum en 1753.

## Description
Cette plante vivace glabre mesure 20 cm ou plus, avec des feuilles en rosette amplement elliptiques à ovales qui demeurent vertes en hiver avec des pétioles plus courts que les limbes.
Ses fleurs sont blanches  ou d'un blanc rosâtre, et globuleuses. Elles mesurent entre 5 et 7 cm et se présentent en une inflorescence spiciforme terminale. La tige est courte et bien dressée incluant les pétales. Elle fleurit en juin-juillet.

## Habitat et distribution
Pyrola minor croît dans des sols humides, dans les sous-bois de feuillus, les forêts de conifères et les landes à bouleaux à proximité de fougères.
On la rencontre dans les plaines circumboréales, jusque dans les montagnes.

## Statut de protection
En France, l'espèce est protégée en Basse-Normandie, dans le Centre, en Limousin, dans le Nord-Pas-de-Calais (liste rouge) et en Pays de la Loire.